# 미녀 첩보원 D.E.B.S.
《미녀 첩보원 D.E.B.S.》(D.E.B.S.)는 2004년 공개된 미국의 액션 코미디 영화이다. 앤절라 로빈슨 감독이 연출했고, 세라 포스터, 조대나 브루스터, 미건 굿, 데본 아오키, 질 리치가 출연한다.
미녀 삼총사 시리즈의 패러디 영화로, 동 감독이 연출한 동명의 단편 영화를 장편화한 것이다.

## 줄거리
SAT 시험 안에 숨겨진 비밀 테스트를 통해 선발된 여성 요원들이 비밀 군사학교 D.E.B.S.(Discipline, Energy, Beauty, Strength, 즉 번역하자면 규율, 에너지, 아름다움, 힘)에 모인다. 최고의 요원인 에이미는 미술 학교에 가고 싶어 하지만, 학교의 지시에 따라 악명 높은 범죄자 루시 다이아몬드를 감시하게 된다. 루시는 과거 수많은 요원을 제거한 것으로 알려진 위험인물이며, 에이미는 자신의 논문 주제이기도 한 루시에 대해 큰 관심을 갖는다. 한편, 루시는 사실 내성적인 성격으로 사람들과의 관계에 어려움을 겪고 있었고, 러시아 암살자 니노치카와 나간 소개팅에서도 어려움을 느낀다.
에이미는 최근 남자친구이자 동료 요원인 바비와 헤어진 상태였다. 루시의 소개팅을 감시하던 중 에이미는 바비와 싸우게 되고, 이 과정에서 루시는 에이미에게 관심을 갖게 된다. 추격전 끝에 루시와 에이미는 대화를 나누게 되고, 루시는 에이미에게 호감을 느낀다. 루시는 에이미의 기숙사에 몰래 찾아가 함께 밤을 보내며 서로 가까워진다. 이후, 에이미는 분대장이 되지만, 루시에 대한 감정 때문에 학교에서 계획한 루시 관련 홍보에 소극적이 된다. 루시는 에이미를 다시 만나기 위해 은행을 털고, 둘은 키스하며 함께 도망치기로 한다. 학교는 에이미가 납치당했다고 여기고 전국적인 수색을 시작하지만, 에이미와 루시는 함께 즐거운 시간을 보낸다.
질투심에 눈이 먼 니노치카의 제보로 학교와 바비는 에이미와 루시를 발견한다. 학교는 에이미를 추방하려 하지만, 동료 맥스는 학교의 명성을 위해 에이미가 납치 후 세뇌당했다고 거짓 발표하도록 설득한다. 에이미는 루시를 거부하지만, 루시는 자신의 범죄 생활에 회의감을 느끼고, 에이미의 마음을 되돌리기 위해 자신이 훔쳤던 모든 것을 돌려주고 새 삶을 시작하겠다고 선언한다.
학교 연례 무도회에서 에이미는 올해의 D.E.B.S.로 선정되지만, 연설 중 루시를 맹비난해야 하는 상황에 놓인다. 하지만 에이미는 연설을 거부하고 루시에게 달려간다. 학교와 바비가 이들을 추격하지만, 동료 맥스와 자넷, 도미니크는 에이미와 루시를 돕기로 결정하고, 자넷은 친구 스커드와 연애를 시작한다. 결국 에이미와 루시는 함께 밤으로 사라진다.

## 출연
- 세라 포스터 - 에이미 브래드쇼
- 조대나 브루스터 - 루시 다이아몬드
- 미건 굿 - 맥스 브루어
- 데본 아오키 - 도미니크
- 질 리치 - 재닛
- 제프 스털츠 - 보비 매슈스
- 지미 심슨 - 스커드
- 홀랜드 테일러 - 피트리 부인
- 마이클 클라크 덩컨 - 핍스 씨
- 제시카 코피엘 - 니노치카 카브로바
- 에이미 가르시아 - 마리아
- 제니퍼 카펜터 - 히스테릭 여학생
- 스쿠트 맥네리 - 스토너

## 제작진
- 공동제작: 스테이시 코디코
- 라인프로듀서: 마이크 크로포드
- 협력프로듀서: 더글러스 샐킨
- 미술: 크리스 안소니 밀러
- 세트: 로라 에반스
- 의상: 프랭크 헬머
- 배역: 릭 몽고메리